# Drents
Le Drents est le nom collectif des dialectes parlés dans la province de Drenthe aux Pays-Bas. Les dialectes, encore utilisés par la moitié de la population de cette province, sont des variantes du bas-saxon. 

La « Stichting Drentse Taol » (= « fondation de la langue de Drenthe ») distingue sept variantes principales du « Drents » au sein de cette province, sur base d'une enquête de G.H. Kocks du « Woordenboek der Drentse Dialecten » (= « Dictionnaire des dialectes de Drenthe »). 
- Dialectes Midden-Drèents
  - Le Noordenvelds (parfois assimilé au Groningois)
  - Le Veenkoloniaals (parlé autour de Veendam)
  - Le Midden-Drèents (parlé autour de Assen et Midden-Drenthe}
- Dialectes Zuud-Drèents
  - Le Zaand-Drèents (parlé autour de Coevorden)
  - Le Zuudoost-Drèents (parlé autour de Emmen (Drenthe)}
  - Le Zuudwest-Noord-Drèents (parlé autour de Westerveld)
  - Le Zuudwest-Zuud-Drèents (parlé autour de Meppel)